# Park Jong-sun
Park Jong-sun (박종선), né le 10 décembre 1928, est un candidat conservateur indépendant à l'élection présidentielle de 2012 en Corée du Sud. C'est l'ancien patron de la société Samhyup.
Park s'est prononcé pour une Corée industrialisée avec une économie basée sur la demande intérieure, pour l'arrêt des échanges avec le Nord et pour une hausse des impôts pour les riches. Il souhaite également réformer l'éducation pour l'axer sur le développement de la personnalité et relancer l'usage des caractères chinois.
Park Jong-sun avait déjà été candidat aux élections législatives de 1992 dans sa circonscription natale de Namhae et avait obtenu 0,88 % des voix.

## Source
- Election présidentielle 2012 : candidats, KBS.